# 惠晶
申惠晶（韓語：신혜정，1993年08月10日—），曾為韓國女子流行音樂團體AOA成員之一，擔任隊內的領唱、領舞以及門面，同時也是子團AOA White和AOA Cream的成員。
2012年，在韓國著名經紀公司FNC Entertainment出道，參加了電視劇《紳士的品格》客串演出，12月出演了SBS新戲劇《清潭洞愛麗絲》飾演文瑾瑩的妹妹。同年出演同門師兄FTIsland新歌I Wish MV的女主角。年底參與了實鏡節目The Romantic & Idol的錄製。
由於惠晶母親兒時的夢想是成為一個明星，所以她希望其女兒進入娛樂行業。然而當時被性格內向的惠晶拒絕。直到初中畢業，惠晶參加模特比賽選拔，但卻由於準備不足在第三輪資格賽被淘汰，不過也因此被FNC娛樂的星探發掘，於2010年8月成為FNC旗下練習生。曾於2018年12月間開始與男演員柳宜賢交往。2023年3月15日，離開FNC娛樂並退出AOA。

## 作品

### 音樂
所屬團體之共同作品，請參閱 AOA

### 戲劇
| 年份 | 電視台   | 劇名                           | 角色         | 備註             |
| 2012 | SBS      | 《紳士的品格》                 | 羅鐘錫的女兒 | 客串第三集小劇場 |
| 2012 | SBS      | 《清潭洞愛麗絲》               | 韓世珍       |                  |
| 2013 | KBS      | 《劍與花》                     | 妲琪         |                  |
| 2018 | SBS      | 《善良魔女傳》                 | 朱藝彬       |                  |
| 2019 | tvN      | 《羅曼史是別冊附錄》           | 車恩浩的女友 | 特別出演         |
| 2019 | Naver TV | 愛情病也可以返還嗎?            |              | [ 3 ]            |
| 2019 | KBS      | Perfume                        | 宋美宥       |                  |
| 2020 | tvN      | 《了解的不多也無妨，是一家人》 | 尹瑞英       |                  |

### OST
| 發佈日期      | 電視劇/電影/卡通名稱   | 歌曲名稱           | 合唱歌手 |
| 2017年9月19日 | KBS 2 《內衣少女時代》 | 사랑소녀(愛情少女) | 不適用   |

### MV
- 2012年：FTIsland《I Wish》
- 2014年：Phantom《오늘따라》

## 其他活動
| 年份          | 活動名稱                      | 場所           | 備註   |
| 2017年3月29日 | 2017 F/W Seoul Fashion Week   | 東大門設計廣場 | 模特兒 |
| 2017年4月2日  | 韓國職棒聯賽 韓華鷹 VS 斗山熊 | 蠶室棒球場     | 開球者 |

## 外部連結
- 惠晶的Instagram帳戶
- AOA的官方網站